# 더 댄서 (2000년 영화)
《더 댄서》(The Dancer)는 2000년 프랑스에서 제작된 프레드 가르송 감독의 드라마 영화이다. 갈란트 위트 등이 주연으로 출연하였고 뤽 베송 등이 제작에 참여하였다. 2000년 5월 19일 칸 영화제에서 처음 상영되었다.

## 출연

### 주연
- 갈란트 위트

### 조연
- 로드니 이스트만
- 조쉬 루카스
- 페오도르 아킨

## 기타
- 미술: 댄 웨일
- 배역: 나탈리 체론
- 배역: 토드 달러